# Wakako
Wakako (jap. わかこ, ワカコ) – żeńskie imię japońskie.

## Możliwa pisownia
Wakako można zapisać używając wielu różnych znaków kanji i może znaczyć m.in.:
- 若子 „młody, dziecko”[1]
- 和歌子 „pokój, piosenka, dziecko”[1]
- 和佳子 „pokój, doskonały, dziecko”
- 和加子 „pokój, dodatek, dziecko”
- 和香子

## Znane osoby
- Wakako Hironaka (和歌子), japońska pisarka i polityk
- Wakako Tsuchida (和歌子), japońska lekkoatletka
- Wakako Matsumoto (和香子), japońska seiyū

## Fikcyjne postacie
- Wakako Usami (和歌子), postać z anime Gakuen Alice